# Brooke Wyckoff
Brooke Elizabeth Wyckoff (Lake Forest, 30 marzo 1980) è un'ex cestista e allenatrice di pallacanestro statunitense, professionista nella WNBA.

## Carriera
È stata selezionata dalle Orlando Miracle al secondo giro del Draft WNBA 2001 (26ª scelta assoluta).
Con gli Stati Uniti ha disputato le Universiadi di Palma di Maiorca 1999.